# Ypthima luxurians
Ypthima luxurians är en fjärilsart som beskrevs av Forster 1948. Ypthima luxurians ingår i släktet Ypthima och familjen praktfjärilar. Inga underarter finns listade i Catalogue of Life.